# 낙엽송잎벌
낙엽송잎벌의 학명은 Pachynematus itoi (Okutani)로 이전에는 낙엽송테두리잎벌이라 오·동정되었던 해충이다. 낙엽송만 가해하는 단식성 해충이다.
동물계(Kingdom Animalia), 절지동물문(Arthropoda), 곤충강(Insecta) 벌목(Hymenoptera), 잎벌과(Tenthredinidae)로 분류되며 한국, 일본, 중국(만주), 오스트리아 등에 분포한다.

## 형태
• 암컷 성충의 몸길이는 7.5∼10.5mm, 날개길이는 15mm 내외이며 몸은 갈색이며 날개는 반투명의 연한 갈색이고 가슴등 쪽에 3개의 검은점이 있다.
• 수컷 성충의 몸길이는 6∼7mm, 날개길이는 14mm내외이며 몸은 갈색에서 암갈색이다.
• 알은 타원형으로 장경이 1.4mm, 단경이 0.5mm 내외이고 산란 초기에는 담황색을 띠나 부화시기에는 황갈색으로 변한다.
• 노숙유충의 몸길이는 14∼17mm 정도이고, 머리는 광택이 있는 흑갈색이고,몸통은 기문선을 따라 흑색이고 나머지는 연한 녹색이다.
• 번데기는 몸길이가 8∼9mm 정도이고 유백색이다.
• 고치는 타원형으로 장경이 9mm, 단경이 4mm 내외이며 검붉은 갈색을 띤다.

## 피해
• 가해수종은 일본잎갈나무, 잎갈나무, 만주잎갈나무, 시베리아낙엽송 등이다.
• 국지적으로 대발생하여 임분 전체가 잿빛으로 변한다.
• 어린유충들이 뭉쳐서 잎을 갉아 먹어 가지만 앙상하게 남는다.
• 3령부터는 분산하여 가해하며 신엽을 가해하지 않고 2년이상 잎만 가해한다.
• 한번 발생한 지역에서는 재 발생하지 않는 전형적인 돌발해충이다.

## 생태
• 연 3회 발생하며 지표면의 부식층의 3cm정도 깊이에서 번데기로 월동한다.
• 1화기 성충은 5월, 2화기 성충은 6월 하순∼7월 초순, 3화기 성충은 8월 초순∼8월 하순에 발생한다. 지역에 따라 발생최성기가 7일정도 차이난다.
• 1화기는 성비가 암수=1:9정도로 수컷이 절대적으로 많지만 2화기는 오히려 암컷이 약 60%로 수컷 보다 비율이 높다. 성충의 수명은 대략 4∼5일이다. 성충은 지면에서 교미하며 교미시간은 약 3∼5분 정도 소요된다. 산란은 약 50개 전후이며 포란수는 약 60개 정도이다. 산란은 주로 1단지엽>2단지엽 >3단지엽 순으로 한다.
• 유충의 1∼4령까지는 군서 생활을 하지만 5령은 흩어져서 가해한다.

## 방제방법

### 화학적 방제
• 발생 초기에 크로르푸루아주론 유제(5%), 4,000배액을 1회 살포한다.

### 생물적 방제
• 낙엽송잎벌의 천적으로는 맵시벌 2종과 북방청벌붙이, 기생봉 및 기생파리류가 있어 어러한 종들을 보호한다.

### 물리적 방제
• 갑작스럽게 대발생하는 해충으로 물리적 방제법이 없다.

## 식별요령
• 한번 발생한 지역에서는 재발생하지 않는다.
• 3령 유충부터는 분산하여 잎을 가해하며 긴 잎을 식해하지 않고 짧은 잎을 가해하는 특성을 가지고 있다.
• 국지적으로 대발생하여 임분 전체가 잿빛으로 변한다.
• 어린유충들이 뭉쳐서 잎을 갉아먹어 가지만 앙상하게 남는다.